# Verkaufszahlen und Nutzung der Airbus-A320-Familie
Die Liste zu Verkaufszahlen und Nutzung der Airbus-A320-Familie erfasst statistische Daten zu Bestellungen, Auslieferungen und sich im Dienst befindenden Mitgliedern der Airbus-A320-Familie.

## Verkaufszahlen und Nutzung
Eine ausführliche und aktuell gehaltene Auflistung der Bestellungen und Auslieferungen der Airbus-A320-Familie findet sich auf der Website von Airbus.

### Bestellungen und Auslieferungen aller Mitglieder der A320-Familie
Stand: 31. Dezember 2024
|                                     | A318 | A319 | A319  | A320  | A320  | A321  | A321  | Insgesamt |
| ceo                                 | A318 | neo  | ceo   | neo   | ceo   | neo   |       | Insgesamt |
| ----------------------------------- | ---- | ---- | ----- | ----- | ----- | ----- | ----- | --------- |
| Listenpreis 2018, in Mio. US-Dollar | 77,4 | 92,3 | 101,5 | 101,0 | 110,6 | 118,3 | 129,5 |           |
| Bestellungen                        | 80   | 1486 | 57    | 4756  | 4083  | 1784  | 6829  | 19075     |
| Auslieferungen                      | 80   | 1484 | 26    | 4752  | 2130  | 1784  | 1609  | 11865     |
| im Dienst                           | 42   | 1251 | 26    | 4186  | 2130  | 1703  | 1609  | 10947     |

### Die größten Käufer der Airbus-A320-Familie
Stand: 31. Dezember 2024,  Orders für Eigenbetrieb durch Airbus Executive und private Jets werden nicht mit aufgeführt. Order inklusive ceo und neo.
| A318                  | A318 | A319                  | A319 | A320                  | A320 | A321             | A321 |
| --------------------- | ---- | --------------------- | ---- | --------------------- | ---- | ---------------- | ---- |
| Air France            | 018  | easyJet               | 172  | Indigo                | 553  | Indigo           | 787  |
| LAN Airlines          | 015  | ILFC1                 | 153  | easyJet               | 349  | Wizz Air         | 487  |
| NAS Aviation Sevices1 | 012  | Northwest             | 077  | NAS Aviation Sevices1 | 343  | AirAsia          | 366  |
| Frontier              | 09   | NAS Aviation Sevices1 | 069  | BOC Aviation1         | 300  | Turkish Airlines | 303  |

### Die größten Betreiber der Airbus-A320-Familie
Stand: 31. Dezember 2024, Eigenbetrieb durch Airbus Executive und private Jets werden nicht mit aufgeführt.
| A318                   | A318 | A319              | A319 | A320                   | A320 | A321              | A321 |
| ---------------------- | ---- | ----------------- | ---- | ---------------------- | ---- | ----------------- | ---- |
| Air France             | 06   | American Airlines | 133  | China Eastern Airlines | 271  | American Airlines | 301  |
| TAROM                  | 02   | easyJet           | 088  | easyJet                | 253  | Delta Airlines    | 196  |
| Air company North-West | 01   | United Airlines   | 083  | Indigo                 | 231  | Wizz Air          | 180  |
| -                      | 0-   | Delta Airlines    | 057  | AirAsia                | 193  | China Southern    | 163  |

1 Hierbei handelt es sich um Leasinggesellschaften.